# Nemotelus hirsutissimus
Nemotelus hirsutissimus är en tvåvingeart som beskrevs av James 1974. Nemotelus hirsutissimus ingår i släktet Nemotelus och familjen vapenflugor. Inga underarter finns listade i Catalogue of Life.